# Krkanec
Krkanec falu Horvátországban, Varasd megyében. Közigazgatásilag  Zamlacsszentvidhez tartozik.

## Fekvése
Varasdtól 7 km-re délnyugatra, községközpontjától Vidovectől délre, Domitrovec és  Zamlača falvak között a Drávamenti-síkságon fekszik.

## Története
A település a Patacsich család itteni kastélya körül alakult ki. A Patacsichok a 16. század elején Boszniából érkeztek erre a vidékre. Patacsich II. István és felesége Bekovich Borbála 1616-ban építtette fel a kastélyt, mely tényre a bejárat feletti márványtábla is emlékeztet. A család tagjai hagyományosan a templomok nagy támogatói voltak, emiatt gyakran temetkeztek templomokba. Így volt ez itteni birtoklásuk alatt is. Patacsich II. Istvánt 1636-ban a régi vidoveci Szent Vid templomba temették el, majd 1829-ben a mai plébániatemplom elkészülte után sírkövét ide szállították át és a mai napig fennmaradt. Ugyancsak fennmaradt a régi időkből Patacsich Federika sírlapja is. Itteni kastélyában alapította meg 1696-ban Patacsich Boldizsár a "Pintes Borászdoktorok Társaságát". A társaság kastélyról kastélyra, kúriáról kúriára járt, ahol a kiváló horvát konyha és kitűnő zagorjei borok iszogatása mellett vidám társasági életet éltek. A társaság saját szabályzattal és könyvvel, a "Borászdoktorok könyvével" is rendelkezett, melybe a társaság tagjainak nevét írták be. Patacsich Boldizsár a különböző társadalmi rétegekből és nemzetekből 175 tagot gyűjtött össze. A társaság utolsó tagja a felesége, Falussi Pethő Borbála grófnő volt. Tagjai között az akkori társadalmi élet sok tekintélyes és jelentős személyisége található, köztük Brajkovich zágrábi püspök, Jellasics István bánhelyettes, Ritter-Vitezovich Pál, Branjug György zágrábi püspök, akit a társaság dékánjává választottak és sokan mások. A társaság Patacsich Boldizsár 1719. december 9-én bekövetkezett halálával oszlott fel.
A Patacsichok kihalása, Patacsich Eleonóra grófnő 1834-ben bekövetkezett halála után Kerkanec a Kereskényi család  tulajdona lett. 1860-ban gróf Erdődy Károly vásárolta meg, legvégül a birtokot eladogatták a helyi parasztoknak. A kastély több itt lakó család tulajdona lett.
A falunak 1857-ben 61, 1910-ben 120 lakosa volt. A falu 1920-ig Varasd vármegye Varasdi járásához tartozott, majd a Szerb-Horvát Királyság része lett.  2001-ben a falunak 67 háza és 281 lakosa volt.

## Nevezetességei
A Patacsich család egyemeletes kastélya 1616-ban épült reneszánsz stílusban. Homlokzata függőleges lizénákkal tagolt, leglátványosabb része a reneszánsz portál a Patacsichok és a Bekovichok címerével, valamint az építés idejét jelző 1616-os évszámmal és felirattal ellátva. A Patacsich család kihaltával a Kereskényi család örökölte a kastélyt és a birtokot. Egy időben magtárként szolgált, mely alkalomra átalakították. Ekkor szűnt meg a Szent István tiszteletére szentelt régi kastélykápolna. A mai kápolnát utóbb a lépcsőház egyik beugrójában alakították ki, benne 1886-ban készített Krisztus-szobor látható.

## Külső hivatkozások
- Vidovec község hivatalos oldala
- A vidoveci plébánia honlapja
- A kerkaneci kastély ismertetője